# لنغر (ولاية قشقداريا)
لنغر هي قرية في ولاية قشقداريا في أوزبكستان.